# Eugène Pouillet
Louis Marie Eugène Pouillet, född 1835 i Paris, död 1905, var en fransk jurist, brorson till Claude Pouillet.
Pouillet ägnade sig framför allt åt frågor rörande den industriella, konstnärliga och litterära äganderätten och var ordförande i Association Littéraire et Artistique Internationale. Han tog 1897 initiativet till Internationella föreningen för immaterialrätt. 
Av hans arbeten kan nämnas Traité des marques de fabrique et de la concurrence déloyale (1875; 5:e upplagan 1905) och Traité théorique et pratique de la propriété littéraire et artistique (1879; 2:a upplagan 1893).